# Peter Grant (Schlagzeuger)
Peter Grant (* um 1960 in New York City) ist ein US-amerikanischer Jazzmusiker (Schlagzeug) des Modern Jazz.

## Leben und Wirken
Grant wuchs in New York auf und studierte an der Manhattan School of Music. Ab den 1980er-Jahren arbeitete er in der Jazzszene der Stadt mit Musikern wie Harvie Swartz, mit dem 1980 erste Aufnahmen entstanden (Underneath It All), außerdem mit Gerry Mulligan, Peggy Lee, den New York Voices, Claire Daly, Rodney Jones, John Basile und Mark Murphy; ferner trat er mit Astrud Gilberto, Peter Cincotti, Dave Samuels und Chuck Loeb auf. Er tourte mit Bob Dorough und Linda Hopkins in Europa. Im Bereich des Jazz war er zwischen 1980 und 2016 an 24 Aufnahmesessions beteiligt. Gegenwärtig (2019) gehört er dem Claire Daly Quartett an. Das 2006 veröffentlichte Album New Vintage wurde 2013 im UK mit einer Silbernen Schallplatte ausgezeichnet.